# Ejido de Tenería
Ejido de Tenería är en ort i Mexiko.   Den ligger i kommunen Tenancingo och delstaten Mexiko, i den sydöstra delen av landet, 70 km sydväst om huvudstaden Mexico City. Ejido de Tenería ligger 2 041 meter över havet och antalet invånare är 881.
Terrängen runt Ejido de Tenería är huvudsakligen kuperad, men den allra närmaste omgivningen är platt. Terrängen runt Ejido de Tenería sluttar söderut. Runt Ejido de Tenería är det tätbefolkat, med 550 invånare per kvadratkilometer. Närmaste större samhälle är Tenango de Arista, 16,5 km norr om Ejido de Tenería. Omgivningarna runt Ejido de Tenería är en mosaik av jordbruksmark och naturlig växtlighet.